# Željko Kalac
Željko Kalac (Sydney, 16 de Dezembro de 1972) é um ex-futebolista profissional australiano, que atuava como goleiro.

## Carreira
Željko Kalac se profissionalizou no Sydney United.
No dia 12 de Agosto de 2009, Kalac rescindiu seu contrato com o A.C. Milan, indo para o AO Kavala da Grécia

## Seleção
Željko Kalac integrou a Seleção Australiana de Futebol na Copa das Confederações de 1997.
Kalac foi goleiro e fez parte do elenco da seleção australiana convocada para a Copa do Mundo de 2006.

## Títulos
Roda
- Copa dos Países Baixos: 1999/2000

Milan
- Liga dos Campeões da UEFA: 2006/2007
- Supercopa Européia: 2007
- Copa do Mundo de Clubes da FIFA: 2007

Austrália
- Copa das Nações da OFC: 1996, 2000 e 2004